# 後入先出法
後入先出法（あといれさきだしほう）とは、後に取得したものから順に払い出されると仮定して、棚卸資産の取得原価を払出原価と期末原価に配分する方法である。英語では、LIFO（Last In, First Out）という。対義語は先入先出法(FIFO)。
後入先出法は2010年4月1日以後開始する事業年度から廃止すると、2008年9月26日 企業会計基準委員会が発表した。（改正企業会計基準第9号『棚卸資産の評価に関する会計基準』より）
なお、原価計算における材料の消費価格の計算を定めた『原価計算基準』11(3)においては後入先出法が廃止されていないので、企業の内部資料として使用する限りにおいてはこの方法を使うことも可能である。

## 長所
後入先出法の長所として、以下の事項が挙げられる。
- 物価変動時（価格変動時）でも、期首棚卸資産に食い込んだ払出が行われない限り、期末棚卸資産の実体資本維持が可能であり、期首棚卸資産の保有損益（保有利得）が損益計算（分配可能利益）から排除される。
- その結果、比較的同一物価水準による費用収益の対応が可能となる。

## 短所
後入先出法の短所は次のとおり。
- 原価配分の仮定と物の流れが一致しない。
- その結果、物価変動時（価格変動時）には、期末棚卸資産の貸借対照表価額が時価とは乖離する。